# Alchemik Sendivius
Alchemik Sendivius – polski miniserial fantasy, kostiumowy, utworzony z filmu Alchemik. Powstał w roku 1988, swą premierę w Telewizji Polskiej miał w 1991 r. na kanale TVP2. Reżyserem i autorem scenariusza jest Jacek Koprowicz.
Tytułową rolę alchemika i mędrca Sendiviusa odtwarza Olgierd Łukaszewicz. W produkcji pojawiają się również m.in. tacy artyści, jak: Michał Bajor, Marek Obertyn, Joanna Szczepkowska, Michał Pawlicki, Jerzy Nowak, Henryk Machalica, Leon Niemczyk. Gościnnie w roli Trubadura występuje piosenkarz Ryszard Rynkowski.
Serial składa się z 4 ok. 45-minutowych odcinków.

## Fabuła
- Zobacz Alchemik – film

## Obsada
- Olgierd Łukaszewicz − Alchemik Sendivius
- Michał Bajor − Książę Fryderyk
- Joanna Szczepkowska − Teresa Seton
- Marek Obertyn − Von Rumpf
- Michał Pawlicki − Von Lotz
- Jerzy Nowak − Książę Kiejstut
- Henryk Machalica − Vasari
- Leon Niemczyk − Zwinger